# رمز الليرة التركية
علامة الليرة التركية (الرمز: ₺ ) هي رمز العملة المستخدم لليرة التركية، العملة الرسمية لتركيا وشمال قبرص. إنها بمثابة معرف بصري لليرة في الوثائق المكتوبة والمطبوعة، وكذلك في الاتصالات الرقمية. تم تقديم التصميم للجمهور في 1 مارس 2012. الرمز الدولي المكون من ثلاثة أحرف (حسب أيزو 4217 ) هو TRY.

## التعريف
تم تقديم علامة الليرة التركية رسميًا من قبل البنك المركزي لجمهورية تركيا في 1 مارس 2012. تم اختيار الرمز من خلال مسابقة عامة نظمها البنك المركزي التركي للعثور على رمز مميز وذو صلة ثقافية بالليرة التركية. قد استقطبت المسابقة مشاركات من المصممين وأفراد الجمهور، الذين تمت دعوتهم لاقتراح رموز تجسد جوهر الهوية والثقافة التركية. تم اختيار التصميم الفائز من قبل لجنة من المحكمين وتمت الموافقة عليه لاحقًا للتبني باعتباره الرمز الرسمي لليرة التركية.
هذا الرمز محمي من قبل مكتب براءات الاختراع والعلامات التجارية التركي. يمكن استخدام الرمز بحرية في إطار القواعد الأخلاقية وبشرط ألا يضر بالحقوق الناشئة عن قانون العلامات التجارية وبراءات الاختراع والأعمال الفكرية والفنية.

## التصميم والرمزية
من أجل تحسين التعرف على العملة التركية وإظهار قوتها على نطاق واسع، تقرر إنشاء رمز جديد. لتحقيق هذه الغاية، نظم البنك المركزي التركي مسابقة تصميم في 8 سبتمبر 2011. تم اعتماد التصميم الذي ابتكره تولاي لال بعد مسابقة على مستوى البلاد.
قد تم اختياره فائزًا من قائمة مختصرة تضم سبعة مقترحات مقدمة إلى مجلس إدارة البنك المركزي، تم اختيارها من إجمالي 8362 مشاركة. يشبه الرمز الحرف الأول من الوحدة النقدية التركية ل على شكل نصف مرساة بخط مزدوج. فيما يتعلق بمفهوم الملاذ الآمن في التمويل، يصور المرساة القوة والثقة، والشريط المزدوج المائل إلى الارتفاع يشير إلى القيمة المتزايدة باستمرار للعملة والاقتصاد التركي.

## الترميز
في مايو 2012، قررت جمعية الترميز الموحد ترميز علامة الليرة التركية U+20BA ₺ وتم تضمينها في يونيكود 6.2 الذي صدر في سبتمبر 2012. كانت الإضافة الوحيدة للأحرف في الإصدار 6.2. في أنظمة تشغيل مايكروسوفت ويندوز، عند استخدام تخطيطات لوحة المفاتيح التركية-Q أو التركية-F، يمكن كتابتها باستخدام المجموعة.

## الاستخدام والتنفيذ
تم اعتماد علامة الليرة التركية على نطاق واسع ودمجها في مختلف جوانب الحياة اليومية في تركيا. يتم استخدامه عادة في المواد المكتوبة والمطبوعة، مثل الصحف والمجلات والإعلانات والوثائق المالية، للإشارة إلى الأسعار والقيم النقدية وفئات العملة.
يتم استخدام الرمز أيضًا في الاتصالات الرقمية، بما في ذلك مواقع الويب ومنصات التواصل الاجتماعي وأنظمة الخدمات المصرفية الإلكترونية، لتمثيل الليرة التركية في المعاملات عبر الإنترنت والمعاملات المالية التي تتم عبر القنوات الرقمية. وعلاوة على ذلك، فإن اعتماد علامة الليرة التركية يؤكد التزام تركيا بالتحديث والعولمة، لأنه يجعل رمز العملة في البلاد متوافقاً مع المعايير والممارسات الدولية. يمثل إطلاق الرمز علامة فارقة في جهود تركيا لتعزيز رؤية عملتها والاعتراف بها على الساحة العالمية.